# Romain Arneodo
Romain Arneodo, né le 4 août 1992 à Cannes, est un joueur de tennis français, professionnel depuis 2010 et représentant la principauté de Monaco depuis 2013. Spécialiste du double, il est le premier monégasque à remporter l'open de Monte-Carlo, associé au breton Manuel Guinard.

## Carrière
Romain Arneodo a été champion de France des 13/14 ans en 2006. Il est aussi vice-champion de France de deuxième série en 2017.
Il est membre de la Fédération monégasque de tennis depuis 2011 et de l'équipe de Monaco de Coupe Davis depuis 2014. Il se fait remarquer dès sa première sélection en écartant le Sud-Africain Rik De Voest en cinq sets.
Régulièrement invité au Masters de Monte-Carlo, il s'y distingue lors de l'édition 2014 en accédant aux quarts de finale en double avec Benjamin Balleret. En simple, il élimine Dušan Lajović en qualifications.
Vainqueur d'un tournoi Futures en simple en 2013 et de 20 en double dont 12 avec Balleret, il met un terme à sa carrière fin 2016 afin de passer ses diplômes d'entraîneur. Il exerce quelques mois à l'Élite Tennis Center à Cannes avant de reprendre le chemin des courts. 
Associé à Hugo Nys en 2017, il atteint les demi-finales après avoir écarté les paires Carreño-Busta-García-López (6-4, 6-3), Rojer-Tecău (7-5, 7-62) et la tête de série n°3 Murray-Soares (6-2, 6-73, [10-3]). Ils s'inclinent finalement face aux futurs vainqueurs Rohan Bopanna et Pablo Cuevas (6-4, 6-3).
Il remporte en double les tournois Challenger de Manerbio et de Montevideo. 
Il rajoute à son palmarès sept autres tournois en 2018 et 2019. En août 2019, il s'impose sur le circuit ATP à Cabo San Lucas avec Hugo Nys en battant trois têtes de série.
Finaliste à Córdoba en 2021 avec Benoît Paire, il remporte le Challenger de Pau avec l'Autrichien Tristan-Samuel Weissborn. 
En 2023, le duo s'impose à Ottignies puis crée la surprise à Monte-Carlo où ils parviennent en finale. Détenteurs d'une invitation, ils écartent sur leur parcours Joe Salisbury et Rajeev Ram avant de s'incliner face à Ivan Dodig et Austin Krajicek malgré deux balles de match (6-0, 4-6, [14-12]).
En 2025, il remporte enfin le Masters 1000 de Monte-Carlo, associé au français Manuel Guinard, après avoir sauvé deux balles de match (1-6, 7-68, [10-8]). Il est le premier monégasque, en simple comme en double, à réussir cette performance.

## Palmarès

### Titres en double messieurs
| No | Date       | Nom et lieu du tournoi                         | Catégorie    | Dotation    | Surface      | Partenaire     | Finalistes                     | Score             |          |
| -- | ---------- | ---------------------------------------------- | ------------ | ----------- | ------------ | -------------- | ------------------------------ | ----------------- | -------- |
| 1  | 29-07-2019 | Abierto Mexicano de Tenis Mifel Cabo San Lucas | ATP 250      | 762 455 $   | Dur (ext.)   | Hugo Nys       | Dominic Inglot Austin Krajicek | 7-5, 5-7, [16-14] | Parcours |
| 2  | 06-04-2025 | Rolex Monte-Carlo Masters Monte-Carlo          | Masters 1000 | 6 128 940 € | Terre (ext.) | Manuel Guinard | Julian Cash Lloyd Glasspool    | 1-6, 7-68, [10-8] | Parcours |

### Finales en double messieurs
| No | Date       | Nom et lieu du tournoi                | Catégorie    | Dotation    | Surface      | Vainqueurs                         | Partenaire               | Score             |          |
| -- | ---------- | ------------------------------------- | ------------ | ----------- | ------------ | ---------------------------------- | ------------------------ | ----------------- | -------- |
| 1  | 22-02-2021 | Córdoba Open Cordoba                  | ATP 250      | 514 800 $   | Terre (ext.) | Felipe Meligeni Alves Rafael Matos | Benoît Paire             | 6-4, 6-1          | Parcours |
| 2  | 09-04-2023 | Rolex Monte-Carlo Masters Monte-Carlo | Masters 1000 | 5 779 335 € | Terre (ext.) | Ivan Dodig Austin Krajicek         | Tristan-Samuel Weissborn | 6-0, 4-6, [14-12] | Parcours |

## Parcours dans les tournois duGrand Chelem

### En double messieurs
| Année | Open d'Australie                                                                         | Open d'Australie                                                                        | Internationaux de France                                                             | Internationaux de France                                                            | Wimbledon                                                                                   | Wimbledon                                                                              | US Open | US Open |
| ----- | ---------------------------------------------------------------------------------------- | --------------------------------------------------------------------------------------- | ------------------------------------------------------------------------------------ | ----------------------------------------------------------------------------------- | ------------------------------------------------------------------------------------------- | -------------------------------------------------------------------------------------- | ------- | ------- |
| 2018  | —                                                                                        | —                                                                                       | —                                                                                    | —                                                                                   | 1er tour (1/32) J. Cerretani \|\| style="text-align:left;" \| K. Krawietz Andreas Mies      | 1er tour (1/32) L. Bambridge \|\| style="text-align:left;" \| Ivan Dodig M. Granollers |         |         |
| 2019  | —                                                                                        | —                                                                                       | —                                                                                    | —                                                                                   | 1er tour (1/32) D. Džumhur \|\| style="text-align:left;" \| Robin Haase F. Nielsen          | —                                                                                      | —       |         |
|       |                                                                                          |                                                                                         |                                                                                      |                                                                                     |                                                                                             |                                                                                        |         |         |
| 2021  | 1er tour (1/32) Benoît Paire \|\| style="text-align:left;" \| L. Sonego A. Vavassori     | 1/8 de finale Benoît Paire \|\| style="text-align:left;" \| Hugo Nys Tim Pütz           | 1er tour (1/32) Igor Zelenay \|\| style="text-align:left;" \| R. Berankis D. Köpfer  | —                                                                                   | —                                                                                           |                                                                                        |         |         |
| 2022  | 1er tour (1/32) Benoît Paire \|\| style="text-align:left;" \| W. Koolhof N. Skupski      | —                                                                                       | —                                                                                    | —                                                                                   | —                                                                                           | —                                                                                      | —       |         |
| 2023  | —                                                                                        | —                                                                                       | 2e tour (1/16) T.-S. Weissborn \|\| style="text-align:left;" \| K. Krawietz Tim Pütz | 2e tour (1/16) T.-S. Weissborn \|\| style="text-align:left;" \| S. Gillé J. Vliegen | 1er tour (1/32) T.-S. Weissborn \|\| style="text-align:left;" \| N. Barrientos A. Göransson |                                                                                        |         |         |
| 2024  | 1er tour (1/32) T.-S. Weissborn \|\| style="text-align:left;" \| S. Bolelli A. Vavassori | 1er tour (1/32) T.-S. Weissborn \|\| style="text-align:left;" \| L. Johnson S. Mansouri | 2e tour (1/16) S. Verbeek \|\| style="text-align:left;" \| M. Arévalo Mate Pavić     | —                                                                                   | —                                                                                           |                                                                                        |         |         |
| 2025  | 1er tour (1/32) A. Cazaux \|\| style="text-align:left;" \| A. Pavlásek J.-J. Rojer       | 2e tour (1/16) M. Guinard \|\| style="text-align:left;" \| C. Harrison Evan King        | 1er tour (1/32) M. Guinard \|\| style="text-align:left;" \| Y. Bhambri R. Galloway   |                                                                                     |                                                                                             |                                                                                        |         |         |

N.B. : le nom du partenaire se trouve sous le résultat ; les noms des ultimes adversaires se trouvent à droite.

## Classements ATP en fin de saison
| Année          | 2010 | 2011 | 2012 | 2013 | 2014 | 2015 | 2016 | 2017 | 2018 | 2019 | 2020 | 2021 | 2022 | 2023 |
| Rang en simple | 1065 | 1806 | 717  | 547  | 612  | 685  | 876  | 1299 | –    | –    | –    | –    | –    | –    |
| Rang en double | –    | –    | 825  | 381  | 247  | 206  | 741  | 105  | 89   | 74   | 97   | 81   | 119  | 53   |

Source : (en) Classements de Romain Arneodo sur le site officiel de la Fédération internationale de tennis